# Catastrofa mezonică
Catastrofa mezonică este o nuvelă științifico-fantastică scrisă în colaborare de Ioan Mânzatu și Gheorghe Săsărman. A apărut în 1963 în Colecția „Povestiri științifico-fantastice” nr. 208-210.
Nuvela pare mai degrabă o scriere la comandă. Săsărman are tendința de a liriciza în mod exagerat, în contrast cu felul prin care Mânzatu, folosind datele exacte ale științei, proiectează, în mod halucinant, o catastrofă cosmică de mari dimensiuni. În nuvelă sunt descrise dezastre planetare, ciocniri stelare, dezastre gigantice aflate la originea unei subtile transformări mezonice a materiei din trupul uman.

## Cuprins
- Prolog

1. Printre talazuri
2. Comandantul
3. Regăsire
4. Salvați
5. Planetoidul
6. Captivi
7. Arde Cosmosul
8. Carapacea de plasmă
9. Alfa Eridan
10. Singuri
11. Drum străbătut
12. Abisul
13. Două soluții
14. Hotărârea
15. Străinii

- Epilog

## Personaje
- Lur Glaar
- Unda Ohoori